# Cloche de l'église de Vouhé (Charente-Maritime)
La cloche de l'église Notre-Dame-de-l'Assomption à Vouhé, une commune du département de la Charente-Maritime dans la région Nouvelle-Aquitaine en France, est une cloche de bronze datant de 1778. Elle a été classée monument historique au titre d'objet le 5 décembre 1908. 
Inscription : « PAREIN TRES HAUT ET PUISSANT SEIGNEUR IEAN FRANÇOIS VICOMTE DE LA ROCHEFOUCAULT CHEVALIER DES ORDRES DU ROY MARECHAL DE SES CAMPS ET ARMEES SEIGNEUR BARON DE SURGERES VOUHE ETC MAREINE TRES HAUTE ET PUISSANTE DAME ANNE SABINE ROSALIE DE CHAUVELIN VICOMTESSE DE LA ROCHEFOUCAULT DAME DE SURGERES SON EPOUSE F.LAVOUZELLE A LA ROCHELLE LAN 1778 IE PESE 443 ».